# Coprinellus pyrranthes
Coprinellus pyrranthes är en svampart som tillhör divisionen basidiesvampar, och som först beskrevs av Henri Romagnesi, och fick sitt nu gällande namn av Redhead, Vilgalys och Jean-Marc Moncalvo. Coprinellus pyrranthes ingår i släktet Coprinellus, och familjen Psathyrellaceae. Arten har ej påträffats i Sverige.